# Arsentsumebita
L'arsentsumebita és un mineral de la classe dels arsenats, que forma part del supergrup de la brackebuschita. Va rebre el seu nom de L. Vesignie l'any 1958 en al·lusió a la seva composició, sent l'arsenat anàleg de la tsumebita.

## Característiques
L'arsentsumebita és un arsenat sulfat de plom i coure, de fórmula química Pb₂Cu(AsO₄)(SO₄)(OH). Cristal·litza en el sistema monoclínic en cristalls de 2 mm, formant crostes i agregats. La seva duresa a l'escala de Mohs oscil·la entre 4 i 5.
Segons la classificació de Nickel-Strunz, l'arsentsumebita pertany a «08.BG: Fosfats, etc. amb anions addicionals, sense H₂O, amb cations de mida mitjana i gran, (OH, etc.):RO₄ = 0,5:1» juntament amb els següents minerals: bearthita, brackebuschita, gamagarita, goedkenita, tsumebita, arsenbrackebuschita, feinglosita, bushmakinita, tokyoïta, calderonita, melonjosephita i tancoïta.

## Formació i jaciments
Es tracta d'un mineral rar que es troba a les zones oxidades dels jaciments polimetàl·lics hidrotermals de dolomies, i en dipòsits polimetàl·lics hidrotermals de barita i fluorita. Sol trobar-se associada a altres minerals com: malaquita, cerussita, atzurita, smithsonita, mimetita, bayldonita, conicalcita, duftita, quars i òxids de ferro. La seva localitat tipus és la mina Tsumeb, al Tsumeb (Regió d'Otjikoto, Namíbia).